# Транс Балкан
Транс Балкан је назив изложбе и фотомонографије аутора Александра Црногорца. Изложба „Транс Балкан” представља приче транс особа које живе на Балкану. Аутор је четири године путовао како би упознао, интервјуисао и фотографисао 105 особа за које сматра да су међу најстигматизованијим у друштву. Циљ изложбе и целокупног пројекта је да транс особе буду видљивије у друштву, а поједине особе су на овај начин по први пут јавно иступиле као транс особе.
Пројекат је започет 2018. године. Првобитна изложба портрета транс особа била је организована у фебруару 2019. године у Београду, а током наредне две године фотографије су изложене у девет земаља Балкана, као и у Риму и Ослу. На изложби су, поред портрета, фотографије биле пропраћене биографијом и цитатом особе која је фотографисана. Људи које је фотографисао различити су у погледу односа према родном идентитету и транзицији.
О овој изложби издата је 2021. године и монографија у издању Службеног гласника. Поговор за књигу писала је др Зорица Мршевић. Књига је званично представљена 17. маја 2021. године у књижари „Геца Кон” у Кнез Михаиловој улици у Београду. На промоцији је поред аутора говорила и Јелена Триван, директорка Службеног гласника, која је књигу оценила као једну од најважнијих издања ове куће. Монографију „Транс Балкан” чини 105 портрета и судбина транс особа различитих година и друштвеног статуса из 11 земаља Југоисточне Европе.

## О аутору
Александар Црногорац је рођен у Бечу 1979. године. Детињство је провео у Београду, а школовао се у Европи и Америци. Дипломирао је политичке науке и међународне односе на Универзитету Јужне Kалифорније 2001. године. Магистрирао је политичке науке на Kингс колеџу у Лондону 2005. године. Kасније у Паризу брани и други мастер из фотоновинарства на СПЕОС институту (2008). Александар се 2017. године враћа у Србију са намером да се у потпуности посвети документарној фотографији. Предмет интересовања су му права мањина и начин на који их шире друштво посматра и третира.